# Uadi Hadramaut
El uadi Hadramaut (Wadi Hadramaut) és un riu del Iemen, que porta aigua després de cada pluja, situat a la regió d'Hadramaut, la qual agafa el nom del riu i la vall que forma aquest, al Iemen oriental.
Corre en general d'oest a est seguint a grans trets el paral·lel 16 entre el 48 i els 49 graus est, per esdevenir després el wadi l-Masila que gira cap al sud-est i després cap al sud i desaigua a la mar a l'oceà Índic, entre Hayridj i Sayhut.